# Erepsia insignis
Erepsia insignis là một loài thực vật có hoa trong họ Phiên hạnh. Loài này được (Schltr.) Schwantes mô tả khoa học đầu tiên năm 1928.